# 金塔尼利亚德奥内西莫
金塔尼利亚德奥内西莫，是西班牙卡斯蒂利亚-莱昂巴利亚多利德省的一个市镇。总面积55平方公里，总人口1081人（2001年），人口密度20人/平方公里。